# 패트릭 위즈덤
패트릭 이안커셸 위즈덤(Patrick lan-Cashel Wisdom, 1991년 8월 27일 ~ )은 미국의 야구 선수이자, 현 KBO 리그의 KIA 타이거즈의 내야수이다.

## 미국 프로야구 시절
2012년에 세인트루이스 카디널스에 입단하였다.